# Mychajluczka
Mychajluczka (ukr. Михайлючка; pol. hist. Majdan-Widła, Majdan-Wiła) – wieś na Ukrainie, w obwodzie chmielnickim, w rejonie szepetowskim, siedziba hromady. W 2021 liczyła 1336 mieszkańców
Znajduje tu się stacja kolejowa Majdan-Wyła, położona na linii Zwiahel – Szepetówka.

## Historia
Polscy mieszkańcy Majdan-Widły padli ofiarami represji komunistycznych podczas operacji polskiej NKWD w latach 1937–1938. Zamordowani zostali m.in.:
- 48-letni Ryszard Gajko, syn Jana; skazany 23 listopada 1937 na śmierć przez rozstrzelanie; wyrok wykonano[4]
- 48-letni Apolinary Gajko, syn Jana; skazany 9 grudnia 1937 na śmierć przez rozstrzelanie; wyrok wykonano[5]
- 25-letni Józef Endżijewski [Jendrzyjewski, Jędrzyjewski, Inżijewski, Enżijewski], syn Stanisława, aresztowany 16 grudnia 1937 i oskarżony z art. 20, 54.6, 54.10; 2 lutego 1938 skazany na śmierć przez rozstrzelanie; wyrok wykonano 23 lutego 1938; 30 września 1959 zrehabilitowany[2].